# Andrea Minardi
Andrea Minardi (1991) è un karateka italiano, specializzato nel kumite.

## Biografia
Ha vinto la medaglia di bronzo nel kumite a squadre ai mondiali di Madrid 2018, gareggiando con i connazionali Ahmed El Sharaby, Nello Maestri, Rabia Jendoubi, Simone Marino, Michele Martina e Luca Maresca.
Ha allenato il padre Mauro Minardi, che all'età di 63 anni ha ottenuto l'oro negli Europei di categoria Master over 60 di Giaveno 2019.

## Palmarès
- Mondiali

Madrid 2018: bronzo nel kumite a squadre;